# Phil LaMarr
Phillip „Phil” LaMarr (ur. 24 stycznia 1967 w Los Angeles) – amerykański aktor, komik, aktor głosowy i scenarzysta. LaMarr jest jednym z pierwszych członków obsady serialu MADtv. Znany jest z wielu ról głosowych w serialach i filmach animowanych, jak również grach komputerowych.

## Filmografia
- 2010 – Big Time Rush – Hawk
- 2010 – A Night at the Silent Movie Theater – Randall
- 2009 – He’s Such a Girl – Nauczyciel
- 2005 – Spider-Man 2 – Pasażer w Metrze
- 2002 – Cherish – Instruktor Yogi
- 2002 – Evil Alien Conquerors – Vel-Dan
- 1994 – Pulp Fiction – Marvin
- 1992 – Gliniarz i prokurator – Asystent

## Głos
- 2017 – Dota 2 – Pangolier
- 2011 – Dead Island – Sam B.
- 2010 – Avengers: Potęga i moc – JARVIS / Simon Williams – Wonder-Man
- 2010 – Psy i koty: Odwet Kitty – Pawie / Koci Szpieg Analityk
- 2010 – Mass Effect 2 – Różne głosy
- 2010 – Darksiders – Vulgrim
- 2009 – Madagascar Kartz – Marty
- 2009 – Chowder – Ancho / Stary opowiadacz
- 2009 – Infamous – John
- 2009 – Transformers Animated – Jazz / Jetstorm / Alpha Trion / Omega Supreme
- 2009 – Wolverine and the X-Men – Remy „Gambit” LeBeau / Bolivar Trask
- 2009 – FusionFall – Samurai Jack / Chudy / Drakula
- 2008 – Piorun – Różne głosy
- 2008 – Madagaskar 2 – Marty
- 2008 – Madagaskar 2 – Przewodnik
- 2008 – Wymiennicy – M.C. McC
- 2008 – Metal Gear Solid 4: Guns of the Patriots – Vamp (wer. angielska)
- 2007 – Przerysowani – RayRay
- 2007 – Mój partner z sali gimnastycznej jest małpą – Byk Sharkowski / Kosmita Pan Ja Nie / Dziecko Wilkołak / Mały Konik morski / Pingwini Cesarz / Rozrywkowy reporter
- 2007 – Kim Kolwiek – Vinnie
- 2007 – Final Fantasy Tactics: The War of the Lions – Ramza / Różne głosy (wer. angielska)
- 2007 – TMNT – Różne głosy
- 2007 – Klasa 3000 – Philly Phil / Jednorożec / Brooklyn Bill
- 2007 – Afro Samurai – Brat 1 / Brat 3 / Brat 5 / Kuro / Nastoletni Afro Samurai
- 2006 – The Legend of Spyro: A New Beginning – Kane / Różne głosy
- 2006 – Mroczne przygody Billy’ego i Mandy – Drakula / Tata Irwina / Babcia Irwina / Pan Spleen / Drakula / Komediant / Potwór Pizza / Różne głosy
- 2006 – Liga Sprawiedliwych – John Stewart / Zielona Latarnia / John Henry Irons / Stal
- 2006 – Odlotowe agentki – Boogie Gus
- 2006 – Final Fantasy XII – Reddas (wer. angielska)
- 2006 – Daxter – Kaeden / Hrabia Veger
- 2005 – 50 Cent: Bulletproof – Bugs
- 2005 – The Matrix: Path of Neo – Operator / Ballard / Żołnierze SWAT
- 2005 – Jak X: Combat Racing – G.T. Blitz / Sig / Mizo / Kaeden / Złodzieje
- 2005 – Robot Chicken – ‘Czarny’ Michael Jackson / Ang Lee / Wiewiórka / Douglas
- 2005 – Madagaskar – Marty
- 2005 – Co nowego u Scooby’ego? – Pułkownik Henry Thomwald / Szaman
- 2005 – Quake 4 – Marines
- 2004 – Przygody Timmy’ego – Pan Pfeiffer
- 2004 – Hi Hi Puffy AmiYumi – Zwariowany Wally
- 2004 – Jak 3 – Sig / Hrabia Veger
- 2004 – Doom 3 – Różne głosy
- 2004 – Ozzy i Drix – Osmosis Jones
- 2004 – Scooby Doo i potwór z Loch Ness – Angus Haggart
- 2004 – Medal of Honor: Wojna na Pacyfiku – Różne głosy
- 2004 – Tony Hawk’s Underground 2 – Różne głosy
- 2004 – Dom dla Zmyślonych Przyjaciół pani Foster – Chudy / Jackie Khones / Łysy / Instalator
- 2003 – Terminator 3: Rise of the Machines – Różne głosy
- 2003 – Star Wars: Knights of the Old Republic – Gadon Thek / Warleader Garn / Loremaster Gjarshi
- 2003 – Hej Arnold! – Jamie O. Johanssen
- 2003 – Fillmore na tropie – Starszy człowiek / Nadęty student / Nelson Kelloch / MC
- 2003 – Jak II – Sig / Strażnicy Krimzon
- 2003 – Evil Dead: A Fistful of Boomstick – Różne głosy
- 2003 – Animatrix – Duo (segment „Program”)
- 2003 – Scooby Doo i legenda wampira – Daniel Illiwara / Król
- 2001 – Samuraj Jack – Samuraj Jack
- 2001 – Metal Gear Solid 2: Sons of Liberty – Vamp (wer. angielska)
- 2001 – Legenda Tarzana – Basuli
- 2000 – Zło w potrawce – Hektor Potrawka